# Liste der Naturdenkmale in der Samtgemeinde Sottrum
Die Liste der Naturdenkmale in der Samtgemeinde Sottrum nennt die Naturdenkmale in der Samtgemeinde Sottrum im Landkreis Rotenburg (Wümme) in Niedersachsen.

## Ahausen
Seit dem Mai 2019 gibt es in der Gemeinde Ahausen diese Naturdenkmale.

| Bild | Bezeichnung                                           | Ort, Lage                                        | Beschreibung | Schutzzweck | Nummer |
| ---- | ----------------------------------------------------- | ------------------------------------------------ | --- | ----------- | ------ |
| BW   | Stiel-Eiche zwischen den Bächen                       | Ahausen (53° 4′ 30,4″ N, 9° 17′ 32,3″ O)         | Knorrige Stiel-Eiche, die von dem Rindentorso einer weiteren Eiche gesäumt wird.                                    |             | 76     |
| BW   | Stiel-Eiche zwischen den Bächen in der Wümmeniederung | Ahausen (53° 4′ 30,3″ N, 9° 17′ 29,4″ O)         | Facettenreiche Stiel-Eiche mit Blitzschaden.                                                                        |             | 83     |
| BW   | Blitzeiche in Eversen                                 | Ahausen Eversen (53° 2′ 12,1″ N, 9° 19′ 42,1″ O) | Die Trauben-Eiche weist einen deutlichen Riss durch einen Blitzschaden auf, die Krone beginnt erst in ca. 7 m Höhe. |             | 86     |
| BW   | Friedhofsbäume in Ahausen                             | Ahausen (53° 3′ 45,5″ N, 9° 18′ 44,1″ O)         | Zwei etwa gleich große Bäume, eine Blutbuche und eine Rot-Eiche.                                                    |             | 87     |

## Bötersen
Seit dem 1. März 2022 gibt es in der Gemeinde Bötersen diese Naturdenkmale.

| Bild | Bezeichnung                       | Ort, Lage                                                                     | Beschreibung | Schutzzweck | Nummer |
| ---- | --------------------------------- | ----------------------------------------------------------------------------- | --- | ----------- | ------ |
| BW   | Sommer-Linden-Allee nach Bötersen | Samtgemeinde Sottrum Bötersen Am Weißen Berge (53° 7′ 46,3″ N, 9° 19′ 0,4″ O) | Etwa 1,1 km lange Allee aus alten Sommer-Linden mit einzelnen mittelalten und jungen Nachpflanzungen. Die Allee ist aufgrund ihrer Seltenheit bezüglich des Alters und der, in großen Teilen, auffallenden Einheitlichkeit schützenswert. Sie prägt das Landschaftsbild und hat aufgrund der strukturarmen Umgebung eine besondere Bedeutung für die Naturkunde (Lindenbäume dienen hervorragend als Bienenweiden). Die Allee befindet sich entlang der K 202, sie beginnt nach dem Abzweig "Am weißen Berge" und endet vor der Kreuzung nach der Ortseinfahrt nach Bötersen. |             | 018    |

## Hellwege
Seit dem Mai 2019 gibt es in der Gemeinde Hellwege diese Naturdenkmale.

| Bild | Bezeichnung                  | Ort, Lage                     | Beschreibung                                           | Schutzzweck | Nummer |
| ---- | ---------------------------- | ----------------------------- | ------------------------------------------------------ | ----------- | ------ |
| BW   | Rot-Buche in Hellwege-Stelle | (53° 2′ 54,1″ N, 9° 12′ 0″ O) | Auf einem kleinen Wall am Waldrand gelegene Rot-Buche. |             | 65     |

## Horstedt
Seit dem 1. März 2022 gibt es in der Gemeinde Horstedt diese Naturdenkmale.

| Bild | Bezeichnung                         | Ort, Lage                                                 | Beschreibung | Schutzzweck | Nummer |
| ---- | ----------------------------------- | --------------------------------------------------------- | --- | ----------- | ------ |
| BW   | Linden-Allee südlich von Winkeldorf | Winkeldorf und Horstedt (53° 11′ 35,9″ N, 9° 12′ 55,8″ O) | Allee von gut 1,7 km Länge, fast ausschließlich mit Holländischer Linde bestückt. Die Bäume bilden im Längs- und Querprofil einen durchgängigen Kronenschluss. Die Allee ist aufgrund ihrer hohen Bedeutung für das Landschaftsbild, die Naturkunde (Lindenbäume dienen hervorragend alsBienenweiden) und ihrer besonderen Schönheit schützenswert. Die Allee befindet sich an der K 201, sie beginnt unmittelbar hinter dem Ortsausgang von Winkeldorf und endet mit dem Beginn des Waldes auf der westlichen Seite. |             | 006    |

## Reeßum
Seit dem 1. März 2022 gibt es in der Gemeinde Reeßum  diese Naturdenkmale.

| Bild | Bezeichnung                              | Ort, Lage                                           | Beschreibung | Schutzzweck | Nummer |
| ---- | ---------------------------------------- | --------------------------------------------------- | --- | ----------- | ------ |
| BW   | Stiel-Eichen-Allee in Reeßum             | Reeßum (53° 7′ 56,6″ N, 9° 12′ 31,2″ O)             | Auf einem Abschnitt von etwa 250 m ist diese Stiel-Eichen-Allee größtenteils in einem sehr einheitlichen Zustand. Die Allee ist aufgrund ihres Alters und ihrer ortsbildprägenden Wirkung schützenswert. Die Allee beginnt auf Höhe des Grundstücks "Zum Fuhrenkamp" Nr. 8 und endet beim Kindergarten. |             | 021    |
| BW   | Sommer-Linden-Allee in Reeßum            | Reeßum Sesamstraße (53° 7′ 45,4″ N, 9° 12′ 22,6″ O) | Überaus einheitliche Sommer-Linden-Allee über eine Länge von ca. 350 m, im Süden gegenüber stehend, entlang des Wohngebietes versetzt gepflanzt. Die Allee ist aufgrund ihrer, selten in dieser Form anzutreffenden, Homogenität ihrer Bedeutung für die Naturkunde (Lindenbäume dienen hervorragend als Bienenweiden) und ihrer besonderen Bedeutung für das Ortsbild schützenswert. Die Allee beginnt, von Norden kommend, mit der ersten Sommerlinde in der Sesamstraße und endet auf Höhe des Wohnhauses Nr. 26. |             | 022    |
| BW   | Flatter-Ulme mit Schuppenwurz bei Taaken | Reeßum Taaken (53° 9′ 59,3″ N, 9° 10′ 8,5″ O)       | Ca. 25 m hohe Flatter-Ulme mit Schuppenwurz (Lathraea squamaria) am Stammfuß. |             | 72     |

## Sottrum
Seit dem 1. März 2022 gibt es in der Gemeinde Sottrum diese Naturdenkmale.

| Bild | Bezeichnung                                 | Ort, Lage                                               | Beschreibung | Schutzzweck | Nummer |
| ---- | ------------------------------------------- | ------------------------------------------------------- | --- | ----------- | ------ |
| BW   | Rosskastanie in Sottrum                     | Sottrum (53° 7′ 1,7″ N, 9° 13′ 43,8″ O)                 | Ca. 20 m hohe Gewöhnliche Rosskastanie mit einem aufrecht wachsenden Starkast in 2 m Höhe. |             | 8      |
| BW   | Stiel-Eichen-Allee in Sottrum               | Sottrum (53° 6′ 52,6″ N, 9° 14′ 25,4″ O)                | Gute 500 m lange, alte Stiel-Eichen-Allee, deren südliche Baumreihe fast vollständig intakt ist, wohingegen die Nordseite nur lückig bestockt ist. Die Allee prägt das Ortsbild bei der Einfahrt nach Sottrum und ist daher aufgrund ihrer Schönheit schützenswert. Außerdem hat der Baumbestand aufgrund seines Alters eine besondere Bedeutung für die Naturkunde. Die Allee befindet sich entlang der Bremer Straße, sie beginnt, von Rotenburg kommend, auf Höhe des Grundstücks "Am Umspannwerk" Nr. 1 und endet mit dem letzten Eichenbaum vor der Kreuzung "Große Straße". |             | 020    |
| BW   | Kugelförmige Stiel-Eiche bei Stuckenborstel | Sottrum Stuckenborstel (53° 6′ 17,4″ N, 9° 10′ 32,4″ O) | Stiel-Eiche mit einer großen, dicht beasteten, kugelförmigen Krone. |             | 73     |

## Hinweis
Im Jahr 2019 wurden die Verordnungen über zahlreiche Naturdenkmale im Landkreis aufgehoben.